# Reichskommissariat Turkestan
El reichskommissariat Turkestan fue el régimen de ocupación civil planificado por la Alemania nazi para establecer sobre el Asia central soviética, durante el transcurso de la Segunda Guerra Mundial. El historiador soviético Lev Bezymenski afirmó que los nombres de Panturkestan, Großturkestan ("Gran Turquestán") y Mohammed-Reich ("Imperio Mohammed") también se consideraron para el territorio.
La propuesta de un reichskommissariat para esta región fue hecha por el ideólogo nazi Alfred Rosenberg; sin embargo, esta posibilidad fue rechazada por Adolf Hitler, quien le dijo a Rosenberg que los planes nazis deberían estar restringidos a Europa por el momento.

## Antecedentes
Antes del inicio de la Operación Barbarroja, Rosenberg incluyó las áreas étnicas principalmente turcas y musulmanas de la URSS en Asia Central en sus planes para el futuro establecimiento de la supremacía alemana en los restos de la Unión Soviética, debido a su antagonismo histórico a la extensión y control rusos sobre la zona, a pesar de sus dudas de que las conquistas alemanas llegaran a ese extremo este. Su propuesta original implicaba la creación de una serie de naciones (wehrbauer) "des-rusificadas" y amigables con los alemanes. Era probable que algún día se vinculasen con el Tercer Reich por una de las redes de ferrocarriles pesados nazis de Breitspurbahn planeadas o de las dos extensiones planeadas del sistema de autopistas divididas reichsautobahn - alrededor del "área central" rusa de Moscú. Esta última debía ser privada de su acceso a los mares Báltico y Negro. Estas entidades eran la Gran Finlandia, la región del Báltico, la Rusia Blanca (Bielorrusia), la Gran Ucrania, el Gran Cáucaso, Turquestán, Idel-Ural y Siberia, mientras que un tramo del territorio en la frontera occidental con Alemania se convertiría en parte de ella o de lo contrario estaría bajo su control directo.
Esta sugerencia fue rechazada por Adolf Hitler debido a que no cumplió con su objetivo declarado de adquirir suficiente lebensraum (espacio vital) en el este para Alemania. Por orden de Hitler, la propuesta de una administración civil alemana en Asia Central también fue archivada por Rosenberg al menos para el futuro inmediato, que en cambio fue dirigido a enfocar su trabajo en las partes europeas de la URSS por aquel entonces.
Rosenberg recibió advertencias sobre la cuestión de Turquestán del emigrante uzbeko Veli Kayyun Han, que desde agosto de 1942 dirigió el Comité Nacional de Turquestán con sede en Berlín bajo los auspicios del Ministerio del Reich para los Territorios Ocupados del Este.

## Extensión territorial
Ver también: Negociaciones del Eje sobre la división de Asia

Asia Central Soviética en 1922.

El plan de Rosenberg proyectó la inclusión de las cinco repúblicas soviéticas de Asia Central en el reichskommissariat: la RSS de Kazajistán, la RSS de Uzbekistán, la RSS de Turkmenistán, la RSS de Tayikistán y la RSS de Kirguistán. La población de estas repúblicas no era homogéneamente de etnia turca (particularmente Tayikistán, que en realidad es de origen predominantemente iraní y cuyos habitantes hablan el idioma persa), pero en general compartían la religión musulmana, algunos de cuyos adherentes, más específicamente en el Medio Oriente, atrajo un grado limitado de respeto de los miembros del personal de liderazgo del Partido Nazi. Los planes alemanes también incluían los territorios de Altái, Tatarstan y Bashkortostan al reichskommissariat sobre la base de la religión y la etnicidad comunes. Algunas fuentes incluso mencionan la posible inclusión de Mari y Udmurtia, independientemente del origen uralí de los pueblos originarios de estas tierras.
El límite oriental de todo el territorio nunca se estableció definitivamente durante la Segunda Guerra Mundial. En el caso de que las fuerzas del Eje hubieran ocupado el resto de la Unión Soviética no conquistada, el Imperio del Japón propuso una delimitación de la región a lo largo de la línea de longitud este de 70° a finales de 1941, que habría marcado el límite occidental de su influencia en la Esfera de Coprosperidad de la Gran Asia Oriental. Una versión modificada de esta sugerencia se trasladó la frontera más hacia el este, hacia el límite de las repúblicas de Asia Central con China, y a lo largo del río Yenisei en Siberia.